# Víctor Benítez
Víctor Benítez Morales (Lima, 30 de outubro de 1935 – Itália, 11 de julho de 2022) foi um futebolista peruano que jogou como meio-campista ou defensor. Apelidado de "El Conejo", atuou para vários clubes, os mais famosos sendo os clubes italianos Milan, Roma e a Inter de Milão, bem como o clube argentino Boca Juniors. Ele ganhou o título da Liga dos Campeões com o Milan em 1963.
Junto com José Velásquez, ele é reconhecido como um dos mais importantes meio-campistas do Peru de todos os tempos.

## Carreira

### Clubes
Benítez iniciou sua carreira na Alianza Lima na década de 1950. Ele ganhou dois títulos da liga peruana em 1954 e 1955. Em 1960, ele se juntou ao clube argentino Boca Juniors, ele fazia parte do time que ganhou a liga de 1962.
Benítez mudou-se para a Itália em 1962, onde jogou por Milan, Messina, Roma, Venezia e Inter de Milão. Em 1963, fazia parte do time do Milan que venceu a Liga dos Campeões da UEFA. Ele ganhou um título da Coppa Italia com a Roma em 1969.
Também atuou no Sporting Cristal, com o qual conquistou o Campeonato Peruano em 1972.

### Seleção
Entre 1957 e 1959, ele jogou onze jogos pela seleção nacional do Peru. Jogou a Copas América de 1957 e de 1959, jogando num total de sete jogos. Além disso, ele jogou as Eliminatórias da Copa do Mundo de 1958. Em 17 de maio de 1959, Benítez fazia parte da seleção peruana que venceu a Inglaterra por 4-1 em Lima.

## Morte
Benítez morreu em 11 de julho de 2022, aos 86 anos de idade, na Itália.

## Títulos
Alianza Lima
- Campeonato Peruano: 1954 e 1955

Boca Juniors
- Campeonato Argentino: 1962

AC Milan
- Liga dos Campeões da UEFA: 1962-63

AS Roma
- Coppa Italia: 1968-69

Sporting Cristal
- Campeonato Peruano: 1972